# Die Stadt ist voller Geheimnisse
Die Stadt ist voller Geheimnisse ist ein 1954 gedrehter, deutscher Spielfilm von Fritz Kortner nach dem gleichnamigen Theaterstück von Curt Johannes Braun.

## Handlung
In episodenhafter Form erzählt Kortners Inszenierung von den Sorgen und Nöten der Angestellten einer kleinen norddeutschen Fabrik, die ihre Arbeitsplätze zu verlieren drohen.
Denn diese Industrieanlage ist in massive finanzielle Schwierigkeiten geraten. Der Fabrikbesitzer beschließt daraufhin, gegen den Widerstand seiner resoluten Tochter seine Firma zu verkaufen, und kündigt allen Angestellten. Bald machen sich bei einigen massive Existenzängste breit, mit denen jeder einzelne sehr unterschiedlich umgeht. Der Werbeleiter und seine Verlobte, die Telefonistin, blicken auch weiterhin optimistisch in die Zukunft und sind sich sicher, im Wirtschaftswunderland Bundesrepublik bald wieder Arbeit zu finden. Auch der Buchhalter, der bald heiraten wollte, hat bereits Aussicht auf eine neue Stelle: Er soll Reisemanager und Anstandswauwau bei einer Truppe reisender Mannequins werden. Für einige andere seiner Kollegen hingegen stellt sich die Situation ganz anders dar.
Da ist beispielsweise die Chefsekretärin, die von ihrem Lebensgefährten, dem Prokuristen, betrogen wird, aber dann neue Hoffnung und eine gemeinsame Zukunft bei einem Ingenieur findet. Die Korrespondentin gerät auf der Suche nach einer neuen Stellung unter Mordverdacht, bis sich der Mörder selber stellt. Der Kassierer der Firma begeht aus Verzweiflung Suizid und lässt die von diesem Vorfall erschütterten Kollegen einen Moment lang innehalten. Am Ende kann die Tochter des Konzernchefs ihren Vater umstimmen. Sie übernimmt die Firmenleitung und macht alle Kündigungen wieder rückgängig. In gemeinsamer Anstrengung wollen alle Beteiligten die ökonomische Krise überwinden.

## Produktionsnotizen
Die Stadt ist voller Geheimnisse wurde im Sommer/Herbst 1954 in den Real-Film-Studios in Hamburg-Wandsbek und in Lütjensee (Außenaufnahmen) gedreht, passierte die FSK-Prüfung am 24. November 1954 und wurde am 4. Januar 1955 in Berlin und München uraufgeführt.
Gyula Trebitsch hatte die Herstellungsleitung, Heinz-Günther Saß die Produktionsleitung. Die Filmbauten entwarfen Herbert Kirchhoff und F.-Dieter Bartels, die Kostüme stammen wie bei den meisten Real Film-Produktionen von Trebitschs Ehefrau Erna Sander. Für den Ton sorgte Werner Schlagge. Filmeditor Klaus Dudenhöfer diente Kortner auch als Regieassistent.
Für Wilfried Seyferth war dies der letzte Film; er starb wenig später bei einem Verkehrsunfall. Die Rollen von Alice Treff und Angelika Hauff sind dem Schnitt zum Opfer gefallen.
Der Streifen, Fritz Kortners erste Filmregie seit 1932, war ein kommerzieller Misserfolg.

## Kritiken
„Fritz Kortners erste Filmregie seit Jahrzehnten erlöste manchen Filmstar von der eigenen Schablone. Paul Hörbiger und Grethe Weiser, dergestalt aus der Bahn geworfen, zeigen sich als begabte Charakterspieler, andere – wie Lucie Mannheim und Walther Suessenguth – waren es ohnehin, wieder andere – wie Adrian Hoven und Georg Thomalla – konnte auch Kortner nicht ändern. Optisch und atmosphärisch wird das Bühnenvorbild gleichen Namens, eine pointierte Alltagsszenerie von Curt J. Braun, durch die Verfilmung keineswegs bereichert.“

„…einen in der Schauspielerführung vorzüglichen und im Vorwurf interessanten Film, der nur mißglückte, weil zu viele Themen sozialer wie psychologischer Art angeschnitten waren.“

„In dem überfrachteten, unkonzentrierten Film verschenkt Kortner die Ansätze zur Gesellschaftskritik und zur Milieustudie, indem er mit oberflächlichen dramatischen und komischen Effekten auf die Publikumswirkung spekuliert. Allein die bis in kleine Rollen gute Besetzung rettet den Film vor der Bedeutungslosigkeit.“